# Bugatti ID 90
El Bugatti ID90 fue un prototipo deportivo proyectado por Bugatti en la década de 1990. Estaba equipado con un motor V12 de 3,5L 60V, con cuatro turbo-compresores, cuya potencia máxima no fue divulgada. Su velocidad máxima era de 280 km/h. Su aceleración de 0–100 km/h tampoco se hizo pública. El diseño del vehículo no fascinó al entonces presidente de la Bugatti, y el proyecto desarrollado por Giorgetto Giugiaro fue cancelado.